# Tell Me I'm Pretty
Tell Me I'm Pretty — четвертий студійний альбом американського рок гурту Cage the Elephant, виданий 18 грудня 2015 року на лейблі RCA.

## Список пісень
| #   | Назва                     | Тривалість |
| --- | ------------------------- | ---------- |
| 1.  | «Cry Baby»                | 4:07       |
| 2.  | «Mess Around»             | 2:53       |
| 3.  | «Sweetie Little Jean»     | 3:44       |
| 4.  | «Too Late to Say Goodbye» | 4:12       |
| 5.  | «Cold Cold Cold»          | 3:34       |
| 6.  | «Trouble»                 | 3:45       |
| 7.  | «How Are You True»        | 4:40       |
| 8.  | «That's Right»            | 3:52       |
| 9.  | «Punchin' Bag»            | 3:47       |
| 10. | «Portuguese Knife Fight»  | 3:37       |

## Учасники запису
- Меттью Шульц — головний вокал, електрична гітара
- Бред Шульц — електрична гітара, клавішні
- Джаред Чемпіон — ударні
- Деніел Тіченор — бас-гітара